# Ürgüp
Ürgüp (gr. Προκόπιο, Prokópio, osm. Burgut Kalesi) – dystrykt i miasto w środkowej Turcji, w prowincji Nevşehir, w regionie geograficznym Anatolia Środkowa.
Geograficznie, dystrykt Ürgüp zlokalizowany jest w środkowej części Anatolii, zaś historycznie przynależy do Kapadocji (na jego terenie znajdują się największe atrakcje turystyczne regionu: dolina Göreme i Park Narodowy Göreme). Przez dystrykt przepływa Kızılırmak (najdłuższa rzeka w Turcji).
Największą miejscowością i siedzibą władz dystryktu jest miasto Ürgüp (położone na skraju Parku Narodowego Göreme).
W 2021 r. dystrykt Ürgüp zajmował powierzchnię 587 km² i liczył 36 361 mieszkańców, z czego 23 945 osób zamieszkiwało w samym mieście Ürgüp.

## Historia
Ürgüp został założony przez wczesnochrześcijańskie społeczności, które w miękkich tufowych skałach drążyły swoje mieszkania, świątynie i grobowce. Miejscowość rozwinęła się w okresie władania Bizancjum, kiedy była siedzibą biskupa Hagiosa Prokopiosa.
W okresie panowania Seldżukidów Ürgüp stanowił ważne centrum lokalne. Ibrahim Pasza nakazał znanym mistrzom kamieniarskim ze Stambułu budowanie marmurowych studzien na ulicach i placach miasta oraz zdobienie ich tablicami z tekstami autorstwa rozmaitych poetów.
Okolice Ürgüp zostały rozsławione przez Paula Lucasa, który przybył tu w XVIII wieku i po powrocie do Francji opisał je jako „fantastyczne cmentarzysko zniszczonych cywilizacji”, uznając skalne labirynty za ruiny antycznych miast. Wiadomości te były tak niecodzienne, że król Francji nakazał swemu ambasadorowi w Turcji ich sprawdzenie. Podobnie zainteresował się tym rząd angielski, obarczając swego konsula obowiązkiem weryfikacji informacji. Przybyły później R.P. Guillaume de Jerphanion zbadał dokładniej kościoły wykute w skalach i również zaprezentował je światu. W dokumentach XIX-wiecznych mowa jest o 70 meczetach, 5 kościołach i 11 bibliotekach w mieście. W czasach osmańskich miasto zamieszkiwała spora grupa ludności greckiej.

## Nazwy
Historyczne nazwy obecnego miasta Ürgüp:
- Osian, Ossiana, Hagios Prokopios (w okresie Cesarstwa Bizantyjskiego),
- Bashisar (podczas Sułtanatu Rumu),
- Burgat Kaalesi, Burgut Kalesi (w Imperium Osmańskim).

Greckie nazwy miasta to Προκόπιο (Procópio) i Προκόπι (Procópi).
Obecna nazwa została wprowadzona tuż po utworzeniu Republiki Turcji, a pochodzi od hetyckiego słowa "Ur-Kup", oznaczającego „wiele zamków”.

## Atrakcje turystyczne
Najważniejsze zabytki seldżuckie i osmańskie w Ürgüp to przede wszystkim grobowce i meczety. Najczęściej odwiedzanymi miejscami są: grobowiec Altikapi, grobowiec Nukreddin, biblioteka Tahir Aga, przejście podziemne i Muzeum Archeologiczno-Etnograficzne.
Na wzgórzu w centrum miasta znajduje się Başkale (czyli Główny Zamek), który w czasach bizantyjskich stanowił jedną z trzech najważniejszych twierdz, strzegących Kapadocji. W kolejnych wiekach wokół niego budowano skalne domy z bogato rzeźbionymi fasadami. Dziś domy te uważane są za najpiękniejsze w Kapadocji.
Ürgüp jest doskonałym miejscem dla osób poszukujących wysokiej klasy hoteli, z których niektóre mieszczą się bezpośrednio w słynnym kapadockim tufie, czyli są wykute w skale. Część hoteli i pensjonatów umiejscowiona jest w zabytkowych budynkach z czasów osmańskich.
Ponadto Ürgüp słynie z dobrych restauracji, produkcji dywanów i lokalnego wina.

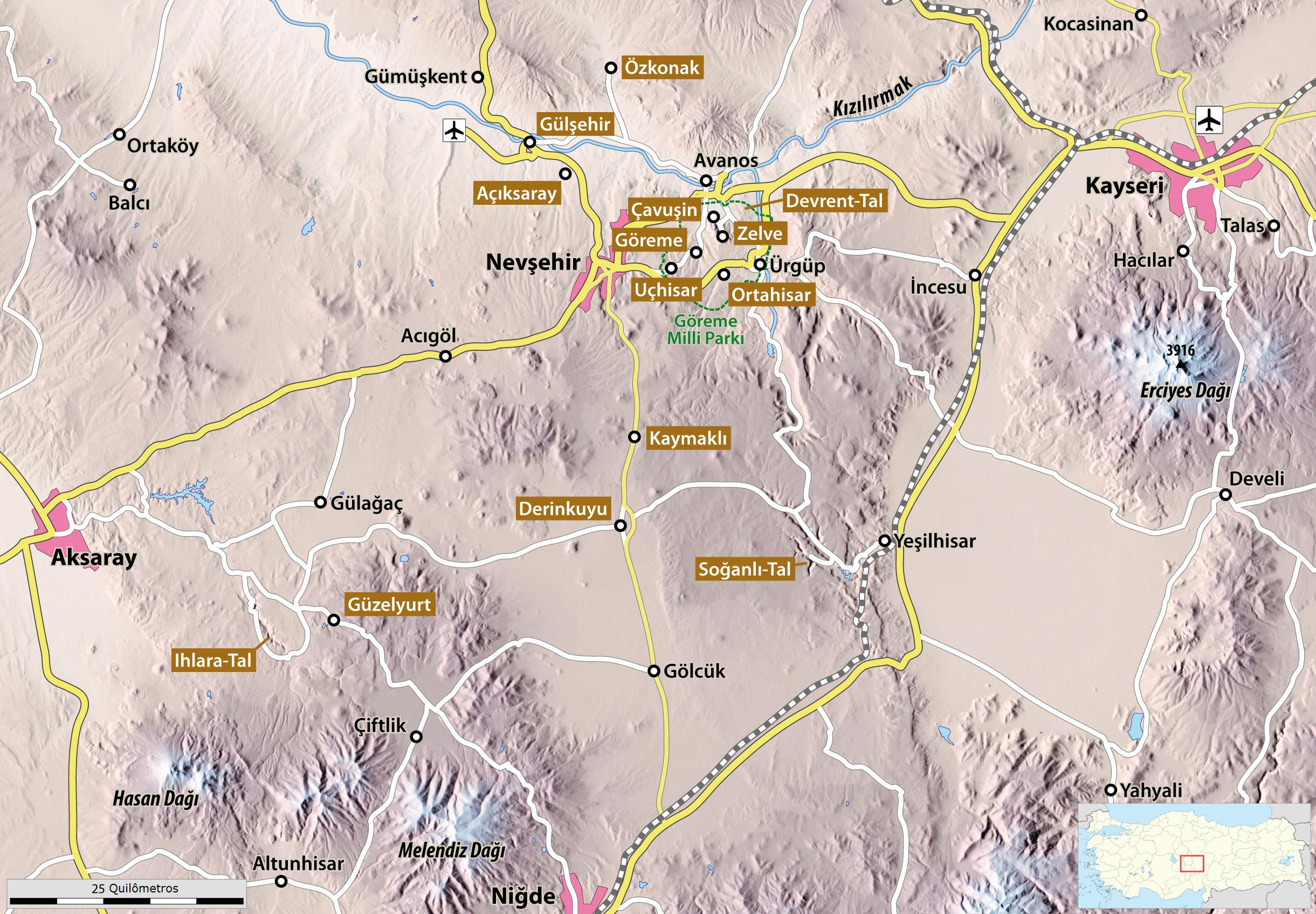
Okolice Ürgüp z zaznaczonymi "podziemnymi miastami".

## Komunikacja
Przez miasto przebiega droga D302, którą można dojechać do stolicy prowincji - Nevşehir (odległość 20 km). Do Ürgüp można dotrzeć wyłącznie drogami kołowymi, bowiem nie dochodzi tutaj żadna linia kolejowa. Korzystając z transportu zbiorowego, możliwy jest dojazd autokarem z wielu tureckich miast, w tym: ze Stambułu (11 godzin), z Ankary (4,5 godziny), z Izmiru (12 godzin), z Adany (5 godzin), z Marmaris (11 godzin), czy z Bodrum (15 godzin). Dworzec autobusowy znajduje się w centrum miasta.

## Miasta partnerskie
- Larisa (od 1996 r.)
- Kireas (od 2004 r.)